# 農村青年社
農村青年社（のうそんせいねんしゃ）は、1931年に日本で設立された無政府共産主義団体。1932年は解散宣言を出しているが、1937年には関係者約350名が検挙され「大逆事件の再来」として農村青年社事件が大きく新聞報道された。

## 概要・歴史
当時の日本の疲弊していた農村部を救済することを希求して八木秋子らによって、1931年2月20日に結成された。
自主自治、自給自足を内包する村落の網状結合の一斉蜂起によって理想郷（コミューン）を建設するとの指導理論のもと活動を開始。当時、農民運動が先鋭化していた長野県下で暴動を起こして全国革命の導火線とする計画を立てた。この運動資金獲得のため八木らは窃盗行為を行っていたが警視庁に検挙。刑事事件として処理されたため、1932年9月27日には解散宣言を行っている。
ここで組織的な実質活動は停止したが、メンバーのうちの何人かがアナキズム思想（無政府主義）を持つ日本無政府共産党へと合流し、 1935年11月10日に日本無政府共産党ギャング事件が発生する。同年11月27日から翌1936年にかけて無政府主義者の一斉検挙が行われ、農村青年社の関係者らも1道3府11県に渡って約350名が検挙される。この検挙の結果、無政府主義者に対して初めて治安維持法が適用され、約30名が起訴された。
当時、農村青年社の結成からメンバーの逮捕に至る背景等は報道が禁止されており、1937年1月11日になり解禁。翌12日に新聞各社が一斉に報道して世間に知られるようになった。
秋山清は自著『日本の反逆思想』において「農村青年社事件を最後として、戦前のアナキズム活動は終息してしまった」と述べている。
保阪正康の研究に依れば、この一斉検挙は「第二の大逆事件」として「功名心に逸る検事」によって主導されたデッチ上げであり、農村青年社の関係者に反政府的な願望が無かったとまでは言い難いが行動計画も何もなく、幸徳秋水らの大逆事件のような思想犯や国事犯の裁判とは異なる裁判の雰囲気であった。
また、戦後となる昭和20年頃に、事件で逮捕された者たちの家を長野県警察部の思想担当刑事が訪れ、拷問などが行われなかった証明書の執筆を求めたと、保阪へのインタビューで当事者たちは答えている。